# Lynn Cameron
Lynn Cameron (* 31. Juli 1979 in Perth) ist eine schottische Curlerin.
Cameron war Teil des britischen Curling-Olympiateams bei den Olympischen Winterspielen 2006 in Turin. Sie spielte auf der Position des Lead neben ihren Teamkolleginnen Skip Rhona Martin, Third Kelly Wood, Second Jackie Lockhart und Alternate Deborah Knox. Das Team belegte gemeinsam mit dem russischen Team den 5. Platz.